# Виртуальная теория виртуальной войны
Виртуальная теория виртуальной войны (англ. Virtuous war) - политологическая теория, разработанная Джеймсом Дер Дерианом.
Виртуальная теория утверждает, что любому воспроизведению фактов предшествует интерпретация, передаваемая средствами
массовой информации и создающая новую
виртуальность. Виртуальная теория не отрицает
существование «реальности», однако стремится понять, как новые
технологии влияют на неё.

## Об авторе
Джеймс дер Дериан (родился в 1955 году) — исследователь в области глобальной
безопасности. Занимает должность директора Центра международных дисциплин
безопасности Сиднейского университета с 2013 года. Получил образование
в университете Макгилла и на Родосе в Баллиол-колледже в Оксфордском университете,
где он получил степень магистра философии и доктора философии международных
отношениях. В Бейллиоле одним из его главных наставников был Хедли Булл (классик
современной британской школы международных отношений).
Дер Дериан является приверженцем постмодернизма. Постмодернизм не
представляет собой отдельной научной школы или единого подхода к международным
отношениям. Его приверженцы (Дж. Дер Дериан, М.Уолцер, Р. Шапиро, Р. Эшли и др.)
настаивают на том, что рационализм, на котором построена современная наука,
является далеко не лучшим подходом к осмыслению МО. По их мнению, МО — результат
и процесс политических и иных действий, и в то же время продукт нашего познания.
Постмодернисты отказывают в праве на существование всяких концептуальных
теоретических построений, считают неправомерным возвратом к рационализму,
создание любого категориального аппарата. Их главное убеждение состоит в том, что
МО, как и вся социальная реальность, — это результат наших собственных мыслей и
действий, что они не существуют сами по себе, независимо от нашего познания и
используемых методов. Поэтому парадигмы, тории, понятия, методологии являются не
столько инструментами познания, сколько инструментами конструирования
международной реальности, они не столько отражают, сколько создают
международные факторы, события, нормы и процессы.

## Суть виртуальной теории виртуальной войны
Конец прошлого тысячелетия стал сложным периодом для дисциплины и науки о
международных отношениях. Многие теории оказались неспособны предсказать падение
Берлинской стены или распад СССР. Тем временем в течение первого десятилетия нового
тысячелетия негосударственные акторы заметно усилили своё влияние. Именно в этот период Джеймс Дер Дериан,
основываясь на либеральных идеях, писал работу Virtuous war и разрабатывал виртуальную теорию виртуальной войны, размышляя о развитии
технологий, используемых для так называемых «добродетельных войн».

### Добродетельная война
В своих исследованиях Дер Дериан объединяет две тенденции (Информатизация и
гуманитаризация войны) в едином феномене virtuous war. В этом каламбуре сошлись
два изначально связанных этимологически, но сегодня совершенно различных слова:
virtual — виртуальный иvirtuous — добродетельный. Современная «добродетельная война»
предоставляет возможность использовать потенциал новых технологий для достижения
этических целей. Актуализация насилия, если до нее доходит дело, происходит
дистанционно и с минимальным количеством жертв. В результате современная война
становится бескровной и даже гуманитарной. Это означает, что
«технологии на службе добродетели породили глобальную форму виртуального
насилия, добродетельной войны».
Исследователь приводит статистику, показывающую, что по крайней мере со
стороны США количество военных жертв действительно уменьшается. Так, на войне в
Персидском заливе американцы потеряли 270 солдат, во время сражения в Могадишо 18
человек, а воздушная операция в Косово отметилась нулевыми потерями со стороны
НАТО.
Добродетельная война, однако, вовсе не означает уменьшение количества жертв для
противоположной стороны. Напротив, технологии дистанционного уничтожения
отдаляют бойца от результатов его действий, абстрагируют ответственность, в результате
чего убийства просто перестают замечаться.

### Добродетельная война и технологии
Главный аргумент Дериана в «Добродетельной войне» заключается в том, что технологии всегда помогала в ведении войны и их использование само по себе не является чем-то новым. Однако возможность осуществлять насилие на больших расстояниях без каких-либо минимальных потерь меняет картину современного мира.
Также виртуальная война показывает увеличенное использование и зависимость от
технологий в ходе войны. Новые технологии имитации и моделирования, а также скорость разрушили географическое пространство, разницу между реальностью и виртуальностью войны. По мере того как растет эта
путаница, мы теперь сталкиваемся с опасностью появления феномена травмы без зрелища (trauma without sight), когда войну, показываемую по телевидению сложно отличить от компьютерной игры.
Новые средства массовой информации, обычно обозначаемые как цифровые,
интерактивные, сетевые формы коммуникации (видеотрансляции, спутниковые линии
связи, глобальное картографирование, распределенная вычислительная система), теперь
осуществляют глобальный эффект, или даже имеют повсеместное присутствие через
доступ в режиме реального времени, что позволяет добродетельной войне «достать» любого человека через экран телевизора или компьютера.

### Влияние на общество
Дериан утверждает, что по мере того, как возникла добродетельная война, также
появился «виртуальный альянс» между военными и средствами массовой информации,
которые создали «военно-промышленную медиа-развлекательную сеть» или
MIMENET (military industrial media entertainment network). Дер Дериан
переформулировал высказывание бывшего президента США Эйзенхауэра о военно-
промышленном комплексе (military-industrial complex), который, по мнению Эйзенхауэра
(1961 г.), «будет доминировать в общественной жизни». Дериан считает, что MIMENET -
это новая разработка, поскольку она способна «легко объединить производство,
представление и исполнение войны» (merge the production, representation and execution of
war).
Дер Дериан пишет об очевидном использовании вооруженными силами средств
массовой информации и о готовности СМИ принимать и распространять ту информацию,
которую им предоставляют военные, вместо того, чтобы критически её оценивать и
позволять зрителям делать свои собственные выводы.

## Критика
Дер Дериан позиционирует свою теорию не как вызов
существующим теориям, а скорее, как начало для обсуждения, дискуссии («чтобы
интриговать, а не наставлять»). В статье 2012 года о добродетельной войне Дер Дериан
заявляет о том, что он не хочет давать какие-либо определения, поскольку они не способствуют дискуссии. Дер Дериан делает вывод о том, что в школе
международных отношений в период после 11 сентября реалисты являются фаталистами,
которые упускают «стабильность биполярного мира», а «либералы ждут
многополярного мира, который не может возникнуть».
Джеймс Дер Дериан позиционирует «Добродетельную войну» как промежуточную
позицию (intellectual middle ground), «критический, но прагматичный плюрализм для
понимания жизни во все более многополярном мире». Дер Дериан опирается на
«междисциплинарный» подход, включающим журналистские наблюдения,
официальные интервью, личный опыт, ссылки на фильмы и телесериалы
1990-х годов, теорию международных отношений, правительственные публикации и другие источники.
В целом, виртуальная теория, по мнению Дер Дериана, отвергает "философский реализм и Позитивизм, лежащие в основе большинства теорий социальных наук, где слова
прозрачно отражают объекты, факты находятся отдельно от ценностей, а теория
независимо от реальности, которую она пытается объяснить».